# Techland
Techland — польская частная компания, разработчик и издатель видеоигр. Основана в 1991 году Павлом Мархевкой, который является её руководителем. Штаб-квартира Techland находится во Вроцлаве. Имеет офисы — во Вроцлаве, Варшаве и Оструве-Велькопольском.

## История
Компания Techland начинала как дистрибьютор программного обеспечения, и первой игрой, созданной в стенах студии, стала Crime Cities 2000 года выпуска. В 2003 году Techland выпустила научно-фантастический шутер от первого лица, получивший название Chrome. Приквел шутера, озаглавленный Chrome SpecForce, был выпущен в 2005 году. Также Techland симуляторы ралли Xpand Rally (2004) и Xpand Rally Xtreme (2006), а также лицензированная Volkswagen гоночная игра GTI Racing (2006).
Продолжалось совершенствование фирменного игрового движка Techland Chrome Engine 2003 года. В 2006 году на свет появился Chrome Engine 4, в котором была введена поддержка игровой консоли PlayStation 3.
В 2011 году Techland выпустила игру Dead Island в жанре survival horror. Её сиквел под названием Dead Island: Riptide был представлен в 2013 году.
В 2015 году Techland выпустила Dying Light для платформ Windows, PlayStation 4, Xbox One. В 2016 году для игры вышло дополнение Dying Light: The Following.
В 2018 году игры Call of Juarez: The Cartel и Call of Juarez: Gunslinger были удалены с сервисов Steam, Xbox Live и PlayStation Network со ссылкой на спор между Techland и Ubisoft. В апреле 2018 года Call of Juarez: Gunslinger вернулась в сервисы цифровой дистрибуции с указанием Techland как единственного издателя.
Первым сторонним тайтлом издательского подразделения Techland Publishing был Torment: Tides of Numenera, выпущенный в 2017 году.

## Разработанные игры
| Год  | Название                                   | Жанр                             | Платформа(ы)            | Платформа(ы)                                            | Платформа(ы)           |
| Год  | Название                                   | Жанр                             | Персональные компьютеры | Игровые приставки                                       | Портативные устройства |
| ---- | ------------------------------------------ | -------------------------------- | ----------------------- | ------------------------------------------------------- | ---------------------- |
| 2000 | Crime Cities                               | экшен                            | Windows                 | —                                                       | —                      |
| 2001 | Chess 2001                                 | симуляция                        | Windows                 | —                                                       | —                      |
| 2001 | Mission: Humanity                          | стратегия в реальном времени     | Windows                 | —                                                       | —                      |
| 2001 | Speedway Championships                     | гоночный симулятор               | Windows                 | —                                                       | —                      |
| 2001 | Survival: The Ultimate Challenge           | стратегия, симуляция             | Windows                 | —                                                       | —                      |
| 2001 | Bridge 3000                                | симуляция                        | Windows                 | —                                                       | —                      |
| 2001 | Pet Racer                                  | гоночная игра                    | Windows                 | —                                                       | —                      |
| 2002 | Pet Soccer                                 | спортивный симулятор             | Windows                 | —                                                       | —                      |
| 2002 | Indiana Jack                               | платформер                       | Windows                 | —                                                       | —                      |
| 2002 | FIM Speedway Grand Prix                    | гоночный симулятор               | Windows                 | —                                                       | —                      |
| 2003 | Hen on Fire: Kurminator                    | шутер                            | Windows                 | —                                                       | —                      |
| 2003 | Chrome                                     | шутер от первого лица            | Windows                 | —                                                       | —                      |
| 2004 | Xpand Rally                                | гоночная игра                    | Windows                 | —                                                       | —                      |
| 2005 | Chrome SpecForce                           | шутер от первого лица            | Windows                 | —                                                       | —                      |
| 2006 | Xpand Rally Xtreme                         | гоночная игра                    | Windows                 | —                                                       | —                      |
| 2006 | GTI Racing                                 | гоночная игра                    | Windows                 | —                                                       | —                      |
| 2006 | Crazy Soccer Mundial                       | спортивный симулятор             | Windows                 | —                                                       | —                      |
| 2006 | FIM Speedway Grand Prix 2                  | гоночный симулятор               | Windows                 | —                                                       | —                      |
| 2006 | Call of Juarez                             | шутер от первого лица            | Windows                 | Xbox 360                                                | —                      |
| 2008 | FIM Speedway Grand Prix 3                  | гоночный симулятор               | Windows                 | —                                                       | —                      |
| 2008 | Nikita: The Mystery of the Hidden Treasure | платформер                       | Windows                 | —                                                       | —                      |
| 2008 | Nikita: Wild Cars                          | гоночная игра                    | Windows                 | —                                                       | —                      |
| 2009 | Speedway League                            | гоночный симулятор               | Windows                 | —                                                       | —                      |
| 2009 | Call of Juarez: Bound in Blood             | шутер от первого лица            | Windows                 | PlayStation 3, Xbox 360                                 | —                      |
| 2010 | Nail’d                                     | гоночная игра                    | Windows                 | PlayStation 3, Xbox 360                                 | —                      |
| 2011 | FIM Speedway Grand Prix 4                  | гоночный симулятор               | Windows                 | —                                                       | —                      |
| 2011 | Call of Juarez: The Cartel                 | шутер от первого лица            | Windows                 | PlayStation 3, Xbox 360                                 | —                      |
| 2011 | Dead Island                                | action/RPG, survival horror      | Windows, Linux          | PlayStation 3, Xbox 360                                 | —                      |
| 2011 | Dead Stop                                  | tower defense                    | —                       | —                                                       | iOS                    |
| 2012 | Mad Riders                                 | гоночная игра                    | Windows                 | PlayStation 3, Xbox 360                                 | —                      |
| 2013 | Dead Island: Riptide                       | action/RPG, survival horror      | Windows                 | PlayStation 3, Xbox 360                                 | —                      |
| 2013 | Call of Juarez: Gunslinger                 | шутер от первого лица            | Windows                 | PlayStation 3, Xbox 360                                 | —                      |
| 2014 | Hellraid: The Escape                       | action-adventure, hack and slash | —                       | —                                                       | iOS, Android           |
| 2015 | Dying Light                                | action/RPG, survival horror      | Windows, Linux          | PlayStation 4, Xbox One                                 | —                      |
| 2015 | FIM Speedway Grand Prix 15                 | гоночная игра                    | Windows                 | PlayStation 4, Xbox One                                 | —                      |
| 2016 | Dying Light: The Following                 | action/RPG, survival horror      | Windows, Linux          | PlayStation 4, Xbox One                                 | —                      |
| 2016 | Dead Island: Definitive Collection         | action/RPG, survival horror      | Windows, Linux          | PlayStation 4, Xbox One                                 | —                      |
| 2018 | Dying Light: Bad Blood                     | action/RPG, survival horror      | Windows                 | —                                                       | —                      |
| 2022 | Dying Light 2: Stay Human                  | action/RPG, survival horror      | Windows                 | PlayStation 4, PlayStation 5, Xbox One, Xbox Series X/S | —                      |
| 2025 | Dying Light: The Beast                     | action/RPG, survival horror      | Windows                 | PlayStation 5, Xbox Series X/S                          | —                      |

### Отменённые и отложенные проекты
- Chrome 2 (на паузе)[10]
- Day of the Mutants (отменён)[11]
- Warhound (на паузе)[11]
- Hellraid (на паузе)[12]

## Изданные игры
| Год  | Название                   | Разработчик          | Жанр                                 | Платформа(ы)            | Платформа(ы)                                                             |
| Год  | Название                   | Разработчик          | Жанр                                 | Персональные компьютеры | Игровые приставки                                                        |
| ---- | -------------------------- | -------------------- | ------------------------------------ | ----------------------- | ------------------------------------------------------------------------ |
| 2017 | Torment: Tides of Numenera | inXile Entertainment | ролевая игра                         | Windows, Linux, macOS   | PlayStation 4, Xbox One                                                  |
| 2018 | Pure Farming 2018          | Ice Flames           | симулятор строительства и управления | Windows                 | —                                                                        |
| 2019 | God’s Trigger              | One More Level       | экшен                                | Windows                 | —                                                                        |
| 2019 | Arise: A Simple Story      | Piccolo Studio       | приключенческая игра                 | Windows                 | PlayStation 4, Xbox One                                                  |
| 2022 | Dying Light 2: Stay Human  | Techland             | экшен                                | Windows                 | PlayStation 4, PlayStation 5, Xbox One, Xbox Series X/S, Nintendo Switch |

### Комментарии
1. ↑  Dying Light: The Following — расширение сюжетного режима для Dying Light.
2. ↑  Dead Island: Definitive Collection — бандл, включающий отремастеренные версии игр Dead Island и Dead Island Riptide, а также совершенно новую видеоигру под названием Dead Island: Retro Revenge[9].